# Memphis (Nebraska)
Memphis é uma vila localizada no estado americano de Nebraska, no Condado de Saunders.

## Demografia
Segundo o censo americano de 2000, a sua população era de 106 habitantes.
Em 2006, foi estimada uma população de 111, um aumento de 5 (4.7%).

## Geografia
De acordo com o United States Census Bureau, a localidade tem uma área de 0,2 km², sem área coberta por água.

## Localidades na vizinhança
O diagrama seguinte representa as localidades num raio de 20 km ao redor de Memphis.